# Hande Erçel
Hande Erçel (Bandırma, 24 novembre 1993) è un'attrice e modella turca, nota per aver recitato nelle serie Çalıkuşu, Güneşin Kızları, Aşk Laftan Anlamaz, Azize e per aver interpretato il ruolo di Eda Yıldız nella serie Love Is in the Air (Sen Çal Kapımı).

## Biografia
Nata nel 1993 a Bandırma, in provincia di Balıkesir (Turchia) dalla madre Aylin (venuta a mancare nel 2019 a causa del cancro) e dal padre Kaya Erçel, Hande è la sorella minore della designer e modella Gamze. Sebbene suo padre abbia sempre voluto che studiasse medicina, fin da quando era piccola ha mostrato un'inclinazione per la recitazione.

### Recitazione
Dopo essere diventata indipendente ha deciso di trasferirsi a Istanbul per iniziare i suoi studi presso il dipartimento di arti tradizionali turche della Mimar Sinan Fine Arts University. Qualche tempo dopo ha dovuto abbandonare gli studi per mancanza di tempo, non potendo coniugarli con i suoi progetti professionali. Successivamente ha ribadito in più di un'occasione di sperare di proseguire con i suoi studi universitari e ha anche confessato che se non fosse riuscita nel mondo della recitazione, mentre il suo piano b era quello di aprire un laboratorio di pittura per poter realizzare una mostra dei suoi quadri.
Nel 2013 ha fatto la sua prima apparizione come attrice con il ruolo di Berrak Dikkaya nella serie in onda su ATV Tatar Ramazan. Nello stesso anno è stata scelta per interpretare il ruolo di Zahide nella serie in onda su Kanal D Çalıkuşu, insieme agli attori Burak Özçivit e Fahriye Evcen. Nel 2014 ha ricoperto il ruolo di Meryem nella serie in onda su Show TV Çılgın Dersane Üniversitede. Nello stesso anno ha interpretato il ruolo di Selen Karahanlı nella serie in onda su TRT 1 Hayat Ağacı.
Nel 2015 e nel 2016 è entrata a far parte del cast della serie in onda su Kanal D Güneşin Kızları, nel ruolo di Selin Yılmaz Mertoğlu. Nel 2016 e nel 2017 ha interpretato il ruolo di Hayat Uzun Sarsılmaz nella serie in onda su Show TV Aşk Laftan Anlamaz. Nel 2017, insieme all'attore Rıza Kocaoğlu, ha preso parte al video musicale Canın Sağ Olsun di Demir Yağmur. Nel 2017 e nel 2018 ha ricoperto il ruolo di Hazal nella serie in onda su Star TV Siyah İnci, accanto all'attore Tolgahan Sayışman.
Nel 2019 ha interpretato il ruolo di Müjde Akay nella serie in onda su TRT 1 Halka, insieme agli attori Nazan Kesal, Serkan Çayoğlu e Kaan Yıldırım. Nello stesso anno ha ricoperto il ruolo della protagonista Azize Günay nella serie in onda su Kanal D Azize, accanto all'attore Buğra Gülsoy.
Nel 2020 e nel 2021 è stata scelta per interpretare il ruolo della protagonista Eda Yıldız Bolat nella serie in onda su Fox Love Is in the Air (Sen Çal Kapımı), insieme agli attori Kerem Bürsin, Neslihan Yeldan, Evrim Doğan, Elçin Afacan, Melisa Döngel, Sitare Akbaş, Anıl İlter e Başak Gümülcinelioğlu.
Nel 2023 e nel 2024 ha ricoperto il ruolo di Leyla nella serie in onda su Fox Bambaşka Biri, insieme agli attori Burak Deniz, Begüm Akkaya, Ferit Aktuğ, Aslı Orcan e Gülçin Hatıhan. Nel 2024 ha fatto il suo debutto nel mondo del cinema con il ruolo di Kimya Hatun nel film turco-iraniano Mast-e Eshgh (Mevlana Mest-i Aşk) diretto da Hasan Fathi. Nello stesso anno, insieme al collega Burak Deniz, ha preso parte al game show in onda su TV8 Çarkıfelek. Nel 2025 è stata scelta per interpretare il ruolo principale, insieme all'attore Barış Arduç, nel film di Netflix Chasing the Wind (Rüzgara Bırak) diretto da Engin Erden (nel ruolo di Aslı Mansoy), nella serie di Disney+ Aşkı Hatırla (nel ruolo di Güneş Güner) e nel film di Prime Video İki Dünya Bir Dilek (nel ruolo dell'avvocatessa Bilge) diretto da Ketche.

### Modella e testimonial
Nel 2012 ha partecipato al concorso di bellezza tenutosi in Azerbaigian, dove si è classificata al secondo posto. Nello stesso anno ha vinto i concorsi di bellezza Miss Turchia, venendo eletta Miss civiltà della Turchia, e Miss Mondo, venendo eletta Miss civiltà del mondo.
Nel 2016 è diventata testimonial del marchio L'Oréal Paris e nel 2017 per quello di Defacto. Nel 2020 e nel 2021 è diventata testimonial del marchio Nocturne, con il quale realizza diverse campagne e ottiene una maggiore riconoscibilità internazionale del marchio, aprendo filiali negli Stati Uniti, a Londra e in Francia. Nel 2021 ha collaborato per il marchio Signal. Nel 2021 e nel 2022 ha iniziato a collaborare per il marchio Atasay, essendo l'immagine del marchio, realizzando diverse campagne pubblicitarie e disegnando una collezione di gioielli, è riuscita ad essere la prima artista turca ad apparire sulla facciata del Burj Khalifa a Dubai, l'edificio più alto del mondo. Nel 2023 è stata il volto del marchio Magnum Cannes 2023 e nel 2024 per quello di Emotion.

## Impegno sociale

### Attivismo
Hande Erçel collabora con diverse associazioni per i diritti degli animali, delle donne e dei bambini vittime di cancro. Dal 2019, dopo la morte della madre, è volontaria per la Kansersiz Yaşam Derneği e durante la pandemia di COVID-19, nel 2020 ha rivolto il suo interesse e la sua passione per la pittura e ha realizzato vari lavori per collaborare con l'associazione e in seguito dal 2021 è diventata anche ambasciatrice di buona volontà.

## Filmografia

### Cinema
- Mast-e Eshgh (Mevlana Mest-i Aşk), regia di Hassan Fathi (2024)
- Chasing the Wind (Rüzgara Bırak), regia di Engin Erden (2025)
- İki Dünya Bir Dilek, regia di Ketche (2025)

### Televisione
- Tatar Ramazan – serie TV, 1 episodio (ATV, 2013)
- Çalıkuşu – serie TV, 17 episodi (Kanal D, 2013)
- Çılgın Dersane Üniversitede – serie TV, 5 episodi (Show TV, 2014)
- Hayat Ağacı – serie TV, 13 episodi (TRT 1, 2014)
- Güneşin Kızları – serie TV, 39 episodi (Kanal D, 2015-2016)
- Aşk Laftan Anlamaz – serie TV, 31 episodi (Show TV, 2016-2017)
- Siyah İnci – serie TV, 20 episodi (Star TV, 2017-2018)
- Halka – serie TV, 19 episodi (TRT 1, 2019)
- Azize – serie TV, 6 episodi (Kanal D, 2019)
- Love Is in the Air (Sen Çal Kapımı) – serie TV, 52 episodi (Fox, 2020-2021)
- Bambaşka Biri – serie TV, 16 episodi (Fox, 2023-2024)
- Aşkı Hatırla – serie TV (Disney+, 2025)

### Video musicali
- Canın Sağ Olsun di Demir Yağmur (2017) - con Rıza Kocaoğlu

## Programmi televisivi
- Çarkıfelek – game show (TV8, 2024) - guest star, insieme a Burak Deniz

## Spot pubblicitari
- L'Oréal Paris (2016)
- Defacto (2017)
- Nocturne (2020-2021)
- Signal (2021)
- Kansersiz Yaşam Derneği (2021)
- Atasay (2021-2022)
- Magnum Cannes 2023 (2023)
- Emotion (2024)

## Doppiatrici italiane
Nelle versioni in italiano dei suoi film e delle sue serie TV, Hande Erçel è stata doppiata da:
- Roisin Nicosia[65] in Love Is in the Air[66]

## Riconoscimenti

### Attrice
- Ayakli Gazete TV Stars Awards
  - 2021: Vincitrice come Miglior attrice in una serie televisiva di commedia romantica per Love Is in the Air (Sen Çal Kapımı)
  - 2021: Vincitrice come Miglior coppia in una serie televisiva con Kerem Bürsin per Love Is in the Air (Sen Çal Kapımı)
- Pantene Golden Butterfly Awards
  - 2015: Vincitrice come Stella nascente con Nilay Deniz e Bensu Soral
  - 2015: Candidata come Miglior coppia televisiva con Tolga Sarıtaş per la serie Güneşin Kızları
  - 2015: Vincitrice come Miglior serie televisiva per Güneşin Kızları con Sadullah Celen, Ayça Yaykin Yikilgan, Ismail Gündogdu, Inci Kirhan, Tolga Sarıtaş, Burcu Özberk, Berk Atan, Deniz Dargi, Cenk Bogatur e Süreç Film
  - 2017: Vincitrice come Miglior attrice comica televisiva per la serie Aşk Laftan Anlamaz
  - 2021: Candidata come Miglior attrice in una serie comica romantica per Love Is in the Air (Sen Çal Kapımı)
  - 2021: Vincitrice come Miglior coppia in una serie televisiva con Kerem Bürsin per Love Is in the Air (Sen Çal Kapımı)
- PRODU Awards
  - 2021: Candidata come Miglior attrice in una serie televisiva straniera per Love Is in the Air (Sen Çal Kapımı)
  - 2022: Candidata come Miglior attrice in una serie televisiva straniera per Love Is in the Air (Sen Çal Kapımı)
- Turkey Youth Awards
  - 2016: Candidata come Miglior attrice televisiva per la serie Güneşin Kızları
  - 2017: Vincitrice come Miglior attrice televisiva per la serie Aşk Laftan Anlamaz
  - 2018: Candidata come Miglior attrice televisiva per la serie Siyah İnci
  - 2019: Candidata come Miglior attrice televisiva per la serie Halka
  - 2022: Vincitrice come Miglior attrice televisiva per la serie Love Is in the Air (Sen Çal Kapımı)

### Modella
- ELLE Style Awards
  - 2022: Vincitrice come Ragazza dell'anno
  - 2024: Vincitrice come Miglior collaborazione di moda dell'anno per Nocturne
- Miss Mondo
  - 2012: Vincitrice come Miss civiltà del mondo
- Miss Turchia
  - 2012: Vincitrice come Miss civiltà della Turchia
- Turkey Youth Awards
  - 2017: Candidata come Miglior spot pubblicitario per L'Oréal Paris